# Fouesnant
 Fouesnant  (en bretón Fouenant) es una población y comuna francesa, situada en la región de Bretaña, departamento de Finisterre, en el distrito de Quimper y cantón de Fouesnant.

## Demografía
| 3758 | 3962 | 4653 | 5239 | 6524 | 8076 |
| Para los censos de 1962 a 1999 la población legal corresponde a la población sin duplicidades (Fuente: INSEE [Consultar]) |      |      |      |      |      |